# August Daniel von Binzer
Le baron August Daniel von Binzer (né le 30 mai 1793 à Kiel et mort le 20 mars 1868 à Neisse, Silésie) est un poète, journaliste prussien et membre original de l'Urburschenschaft.

## Origine
Ses parents sont le général de division danois Johann Ludwig Jacob baron von Binzer (né le 14 février 1746 à Langenselbold, Hesse et mort le 11 novembre 1811 à Kiel) et Margaretha Elisabeth Louise Ericius (née le 7 février 1760 à Schleswig et mort le 21 septembre 1839 à Kiel).

## Biographie
Binzer étudie à l'Université Christian-Albert de Kiel et à l'Université d'Iéna. En 1817, il est le père fondateur du mouvement de la fraternité à Kiel, où il devient membre de la fraternité Teutonia à Kiel. À Iéna, il rejoint l'Urburschenschaft. Il participe à la Fête de la Wartbourg en 1817.
Il se fait connaître grâce à deux de ses chansons, Stoßt an! (1817) et Wir hatten gebauet ein stattliches Haus (de) (1819). La deuxième chanson est écrite pour marquer la dissolution de la fraternité d'Iéna et contient la phrase « Das Band ist zerschnitten/ War Roth Schwarz und Gold », dans laquelle les trois couleurs de la fraternité sont enregistrées par écrit pour la première fois. Cette dernière chanson est immortalisée bien plus tard (1881) par Johannes Brahms comme thème de trompette dans son Ouverture pour une fête académique.
De janvier à fin mai 1835, il dirige le Zeitung für die elegante Welt (de) de Leipzig ; Après lui, Gustav Kühne (de) reprend la rédaction.
Binzer vit et travaille comme journaliste et écrivain dans de nombreuses villes allemandes, dont Altenbourg, Glucksbourg, Flensbourg, Leipzig, Cologne et Augsbourg. Il écrit pour des journaux, édite des encyclopédies et publie des récits et des nouvelles.

## Famille
Binzer se marie avec l'écrivain Emilie Henriette Adelheid von Gerschau en 1822, qui lui survit 21 ans. Une rue de Linz porte son nom. Il passe ses dernières années à Linz et à Altaussee en Styrie. Le mariage donne naissance à plusieurs enfants, dont l'écrivain et peintre Carl von Binzer (de).
Son neveu est le critique musical et compositeur Alfred Julius Becher (de).

## Œuvres

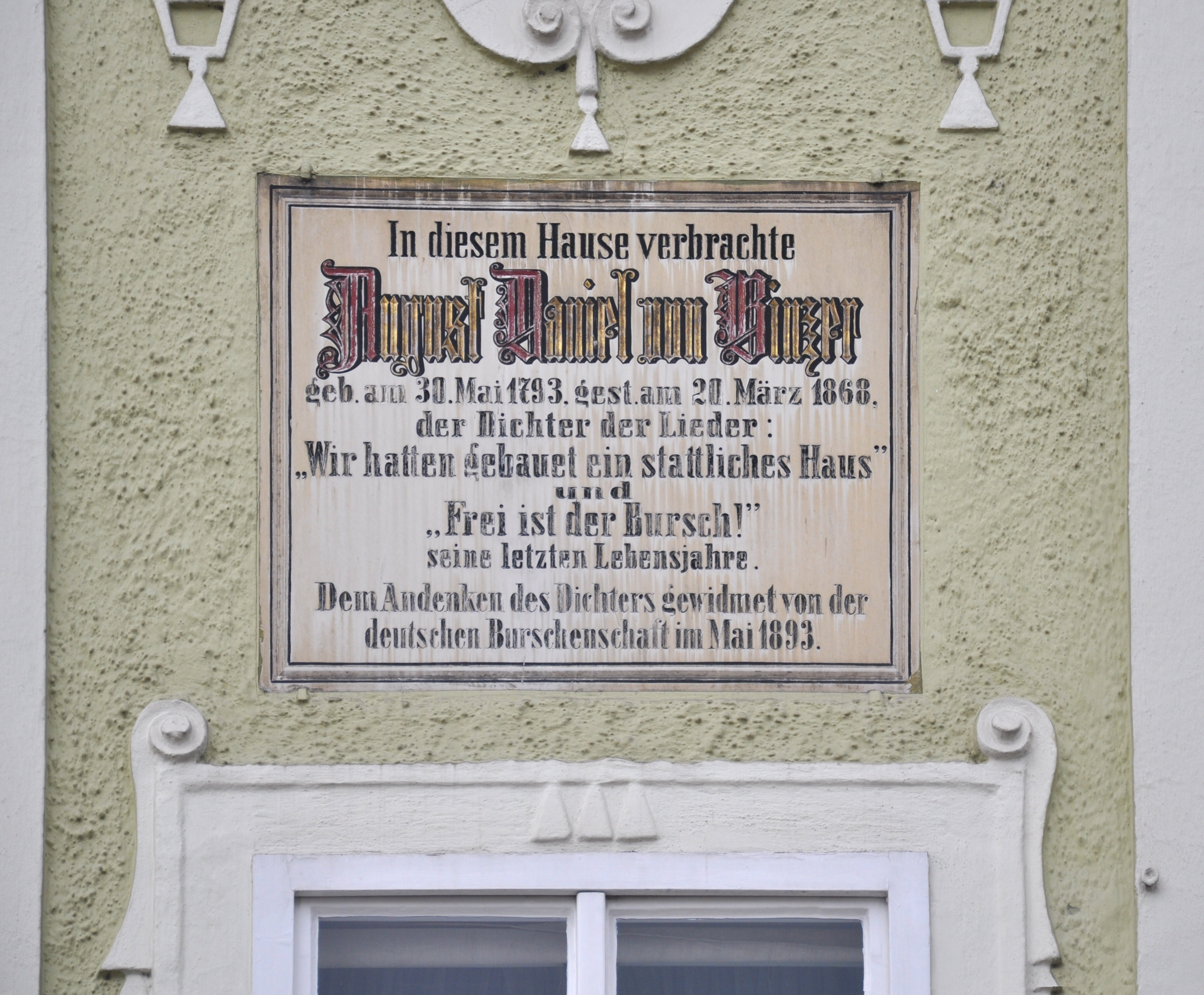
Plaque commémorative à Linz

Venedig im Jahre 1844

- August von Binzer: Beitrag zur Beantwortung der Frage: Was kann zur allgemeinen Förderung des Wohlstandes gegenwärtig in Teutschland geschehen? 1820 (books-google.de).
- Bericht über die bei Legung des Grundsteins der deutschen Buchhändlerbörse in Leipzig am 26. Oktober 1834 stattgefundenen Feierlichkeiten. Leipzig 1834.
- Venedig im Jahre 1844. Wigand, Leipzig; Heckenast, Pesth 1845. (Digitalisat)

Contes et nouvelles
1. Volume : Die Brüder. Focke, Leipzig 1836.
2. Volume : Leonore. Die Auswanderer. Focke, Leipzig 1836.
3. Volume : Schicksale der Fürstin Petrowna. Joanna. Focke, Leipzig 1836.

Éditeur
- Benjamin Franklin: Leben und Schriften.
- Peter von Gerschau: Aus dem Leben des Freiherrn Heinrich Ludwig von Nicolay, weiland kaiserlich russischen Geheimraths.
- Conrad Friedrich von Schmidt-Phiseldek: Über die neuerlichen Aufregungen in den Herzogthümern Schleswig und Holstein.